# Luco
Luco (en euskera Luku y oficialmente Luko) es un concejo del municipio de Arrazua-Ubarrundia, en la provincia de Álava. 

## Situación
Este concejo se sitúa 11 km al norte de la ciudad de Vitoria. Tiene su acceso directo con Vitoria a través de la autovía N-240 que pasa junto al pueblo.

## Despoblados
Forman parte del concejo los despoblados de:
- Arzamendi (actualmente Artzamendi).[1]
- Bagoeta (actualmente Bagüeta).[2]

## Historia
Perteneció a la hermandad y municipio de Ubarrundia, pasando luego al municipio de Arrazua-Ubarrundia.

## Demografía
| Gráfica de evolución demográfica de Luco entre 2000 y 2017  |
|                                                             |
| Población de derecho según los censos de población del INE. |

## Patrimonio
- En Luco hay un puente de cinco arcos, cuya antigüedad se remonta al menos hasta 1514.
- También es destacable el Palacio de Luco, una edificación de comienzos del siglo XVIII. El edificio tiene planta cuadrada y dos pequeños escudos presiden la fachada.

## Fiestas
Sus fiestas patronales se celebran el 4 de julio.